# São Vicente (concelho de Cabo Verde)
| São Vicente Concelho de São Vicente            |                                                |
| \| \| \| \| (Bandeira) \| (Brasão de Armas) \| |                                                |
| Localização de São Vicente                     |                                                |
| Gentílico                                      | são-vicentino                                  |
| Ilha                                           | São Vicente (Cabo Verde)                       |
| Sede                                           | cidade do Mindelo, cerca de 63 000 habitantes. |
| Freguesias                                     | Nossa Senhora da Luz                           |
| Área                                           | 262 km²                                        |
| População                                      | 76 140 (2010)                                  |
| Coordenadas                                    | 16° 36' N e 16º 55' N 24° 34' W e 25º 04' W    |
| Dia do Município                               | 22 de Janeiro                                  |
| Cód. CGN-CV                                    | 21                                             |
| Cód. ISO                                       | CV-SV                                          |
| Website                                        | www.cmsv.cv                                    |
| Bandeira                                       | Brasão de Armas                                |
| (Bandeira)                                     | (Brasão de Armas)                              |

O Concelho de São Vicente é um concelho/município de Cabo Verde. É o único concelho da ilha homônima. A sede do concelho é a cidade do Mindelo. O concelho inclui também a vizinha ilha de Santa Luzia, desabitada, que pertencera ao antigo concelho vizinho de São Nicolau (hoje separado nos concelhos de Tarrafal de São Nicolau e Ribeira Brava).
O Dia do Município é 22 de janeiro, comemorando a data em que a ilha foi supostamente descoberta. Coincide com o dia da celebração de São Vicente, padroeiro da ilha.
Desde 2008, o município de São Vicente é governado pelo Movimento para a Democracia.

## Subdivisão administrativa
O concelho de São Vicente contém apenas uma freguesia, chamada Nossa Senhora da Luz, e dividida nas seguintes zonas:
- A cidade do Mindelo
- A zona do Lameirão
- A zona de Ribeira Julião
- A zona de Ribeira da Vinha
- A aldeia de Ribeira de Calhau
- A aldeia de Salamansa
- A aldeia de São Pedro

## História
Em tempos idos já pertenceu ao antigo Concelho de Santo Antão, tendo sido dele desanexado em março de 1852. Posteriormente, a ilha de Santa Luzia, que pertencia ao antigo Concelho de São Nicolau, foi agregada ao Concelho de São Vicente.

## Demografia
| População de São Vicente (1940–2010) | População de São Vicente (1940–2010) | População de São Vicente (1940–2010) | População de São Vicente (1940–2010) | População de São Vicente (1940–2010) | População de São Vicente (1940–2010) | População de São Vicente (1940–2010) | População de São Vicente (1940–2010) |
| ------------------------------------ | ------------------------------------ | ------------------------------------ | ------------------------------------ | ------------------------------------ | ------------------------------------ | ------------------------------------ | ------------------------------------ |
| 1940                                 | 1950                                 | 1960                                 | 1970                                 | 1980                                 | 1990                                 | 2000                                 | 2010                                 |
| 15 848                               | 19 576                               | 20 705                               | 31 578                               | 41 594                               | 51 277                               | 67 163                               | 76 140                               |

## Municípios geminados
- Coimbra, Portugal
- Felgueiras, Portugal
- Mafra, Portugal
- Portalegre, Portugal
- Portimão, Portugal
- Porto, Portugal
- Santa Cruz, Portugal
- Vagos, Portugal